# Ludwigsparkstadion
El Ludwigsparkstadion es un estadio de fútbol ubicado en la ciudad de Saarbrücken, en el estado de Sarre en Alemania; se usa predominantemente para la práctica de fútbol, es la casa del 1. FC Saarbrücken y del  Equipo de fútbol americano Huracanes de Sarre. De 2016 a 2020, el extenso Ludwigspark se convertirá en un estadio de fútbol puro con tribunas ubicadas cerca de las líneas laterales por € 28 millones euros. Durante los trabajos de renovación, el 1. FC Saarbrücken lleva a cabo sus partidos de local en el Hermann-Neuberger-Stadion en Völklingen.

## Historia
El estadio fue inaugurado el 2 de agosto de 1953, y tenía una capacidad de 35 303 espectadores (de los cuales 8303 eran asientos) para la renovación, el mayor estadio de fútbol en el estado de Sarre estaba allí. Era el 29 de mayo de 1993 Lugar última vez que un se vio un juego (1. FC Saarbrücken contra el Stuttgart, 1:4).
El 28 de marzo de 1954, el Ludwigsparkstadion fue la sede del partido internacional por la clasificación para el Mundial 1954 de la entonces independiente Selección nacional de Sarre contra Alemania (1:3) - frente a la multitud récord de 53 000 espectadores.
El 5 de junio de 1954, la Selección de Fútbol de Uruguay recorrió el estadio y llevó al equipo nacional de fútbol de Sarre con 1:7, la derrota más abultada en la historia del juego internacional en Sarre.
En la temporada 2013-14 fue el SV Elversberg quien jugó sus primeros cinco partidos de local en el Ludwigsparkstadion porque el Kaiserlinde estaba en reparaciones.

## Bloques
El bloque D1 es el bloque de ventilador tradicional de los fanáticos del FCS. Sin embargo, el bloque E2, bajo el nombre auto-elegido Virage Est, fue declarado bloque de fanes por algunos grupos de seguidores de la temporada 2005/06. Ahora hay dos bloques de estado de ánimo. Los bloques de visitantes son los bloques C1 y C2, donde C2 se abre solo en caso de grandes multitudes. Los asientos están disponibles en el stand principal y en la tribuna opuesta. La tribuna local se utiliza en parte como un lugar para usuarios de sillas de ruedas.

## Remodelación
Dentro del área del antiguo Saarbrücken Ludwigspark, se construirá un nuevo estadio. El nuevo edificio debería contener 17 000 espectadores, con una expansión de capacidad posterior a 19 600 asientos. Originalmente se planificó la obra en 16 millones de euros.
La demolición de las viejas tribunas comenzaron el 18 de febrero de 2016 y fue completado en el otoño de 2016 Debido a un aumento inesperado de los costos, una congelación se impuso en 2017 de forma temprana. La ciudad de Saarbrücken espera costos adicionales de ocho millones de euros. Esto aumentaría el total final de 28 millones de euros.
El 14 de septiembre de 2017, la ciudad de Saarbrücken ha anunciado que se va a comenzar en agosto de 2018, con la construcción del edificio funcional. La finalización está prevista junto con el nuevo soporte del Sur y Este, para agosto de 2019.
A partir de diciembre de 2017 se anunció que el 1. FC Saarbrücken puede regresar antes de la primavera de 2020 a usar el estadio como sede. La razón para esto es el East Stand, que no puede completarse hasta finales de 2019. La construcción se llevará a cabo a principios de 2018.

## Galería

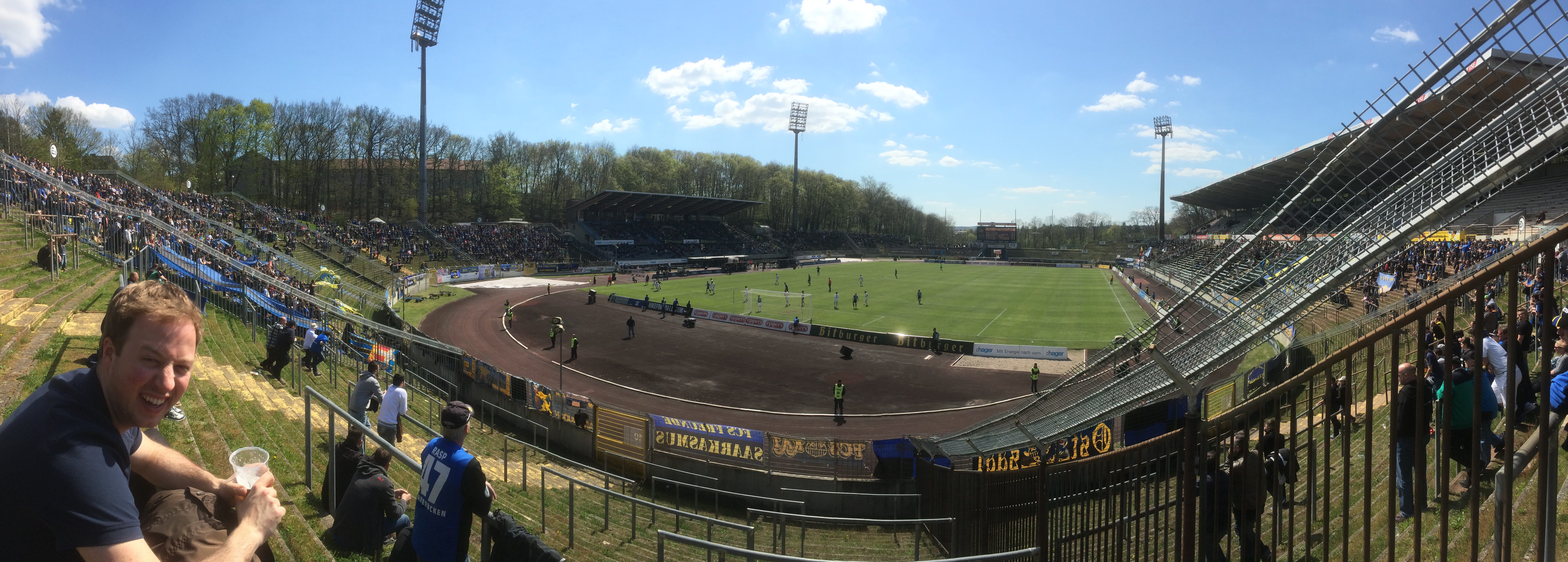
Vista panorámica desde el bloque E (abril de 2015)
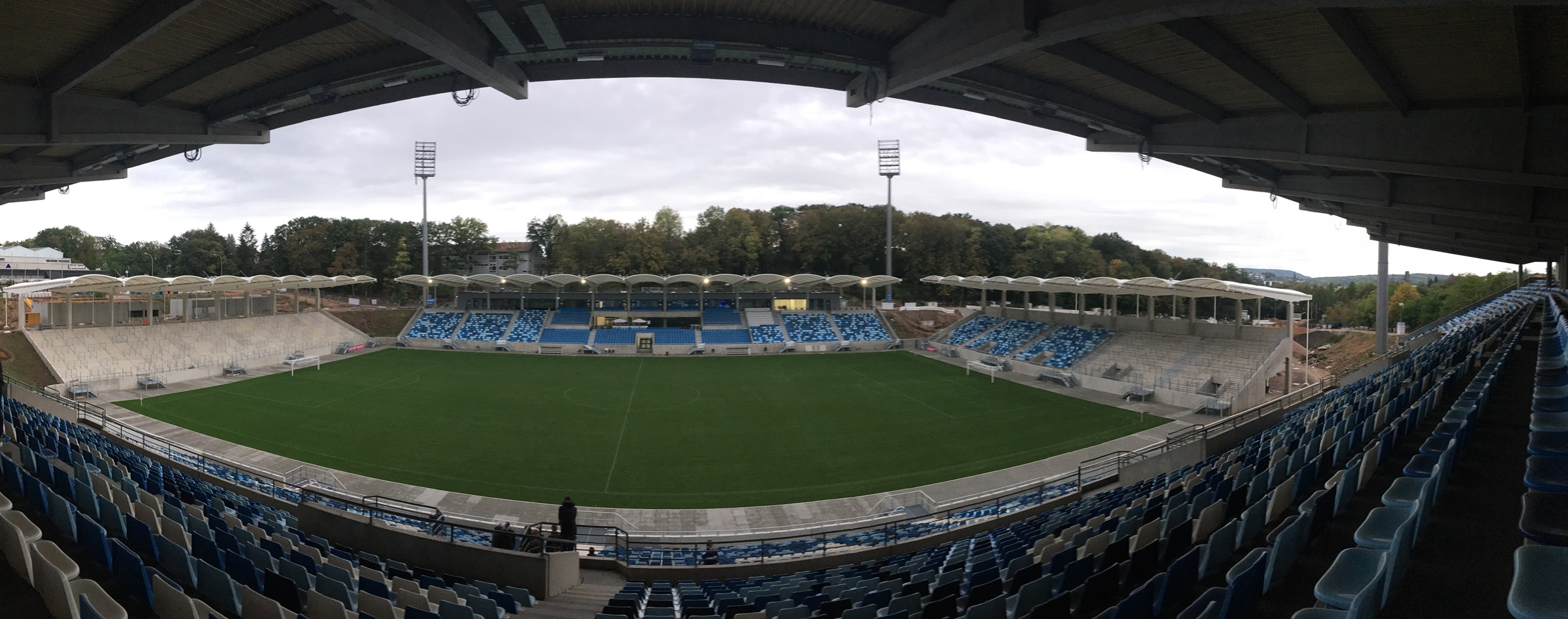
"Nuevo" Ludwigspark (octubre de 2020)